# Вайссенбург-у-Баварії
Вайссенбург-у-Баварії (нім. Weißenburg in Bayern) — місто в Німеччині, розташоване в землі Баварія. Підпорядковується адміністративному округу Середня Франконія. Входить до складу району Вайсенбург-Гунценгаузен.
Площа — 97,55 км2. Населення становить 18 578 ос. (станом на 31 грудня 2020).

## Клімат
Місто знаходиться у зоні, котра характеризується морським кліматом. Найтепліший місяць — липень із середньою температурою 17.2 °C (63 °F). Найхолодніший місяць — січень, із середньою температурою -1.7 °С (29 °F).
| Клімат Вайсенбурга      | Клімат Вайсенбурга | Клімат Вайсенбурга | Клімат Вайсенбурга | Клімат Вайсенбурга | Клімат Вайсенбурга | Клімат Вайсенбурга | Клімат Вайсенбурга | Клімат Вайсенбурга | Клімат Вайсенбурга | Клімат Вайсенбурга | Клімат Вайсенбурга | Клімат Вайсенбурга | Клімат Вайсенбурга |
| Показник                | Січ.               | Лют.               | Бер.               | Квіт.              | Трав.              | Черв.              | Лип.               | Серп.              | Вер.               | Жовт.              | Лист.              | Груд.              | Рік                |
| Абсолютний максимум, °C | 12                 | 17                 | 22                 | 27                 | 31                 | 33                 | 36                 | 35                 | 32                 | 25                 | 20                 | 15                 | 36                 |
| Середній максимум, °C   | 1                  | 3                  | 7                  | 12                 | 18                 | 21                 | 22                 | 22                 | 18                 | 12                 | 6                  | 2                  | 12                 |
| Середня температура, °C | −1                 | 0                  | 3                  | 7                  | 12                 | 15                 | 17                 | 16                 | 13                 | 8                  | 3                  | 0                  | 7                  |
| Середній мінімум, °C    | −4                 | −3                 | 0                  | 2                  | 7                  | 10                 | 12                 | 11                 | 8                  | 4                  | 0                  | −2                 | 3                  |
| Абсолютний мінімум, °C  | −31                | −28                | −18                | −8                 | −4                 | 0                  | 0                  | 1                  | −3                 | −9                 | −20                | −23                | −31                |
| Норма опадів, мм        | 40                 | 30                 | 40                 | 40                 | 60                 | 70                 | 90                 | 70                 | 50                 | 40                 | 40                 | 40                 | 660                |
| Днів з дощем            | 5                  | 4                  | 5                  | 5                  | 6                  | 7                  | 8                  | 7                  | 6                  | 5                  | 5                  | 5                  | 72                 |
| Вологість повітря, %    | 86                 | 82                 | 77                 | 70                 | 69                 | 69                 | 70                 | 72                 | 77                 | 82                 | 85                 | 87                 | 77                 |
| ----------------------- | ------------------ | ------------------ | ------------------ | ------------------ | ------------------ | ------------------ | ------------------ | ------------------ | ------------------ | ------------------ | ------------------ | ------------------ | ------------------ |
| Джерело: Weatherbase    |                    |                    |                    |                    |                    |                    |                    |                    |                    |                    |                    |                    |                    |